# Richard Lewis (acteur)
Pour les articles homonymes, voir Richard Lewis.
Richard Philip Lewis, né le 29 juin 1947 à New York et mort le 27 février 2024 à Los Angeles (Californie),, est un acteur et humoriste américain.

## Biographie
Richard Lewis naît le 29 juin 1947 à New York, dans l'arrondissement de Brooklyn, d'un père entrepreneur et d'une mère comédienne.

### Carrière
Au début des années 1970, il entame une carrière d'humoriste à l'occasion de scènes ouvertes à Greenwich Village. En 1972, il rencontre l'acteur David Brenner, lequel l'introduit dans le milieu de la comédie en l'aidant notamment à obtenir une apparition au Tonight Show.
Manifestant dans ses sketches un fort attrait pour l'ironie et l'autodérision, Richard Lewis s'inspire de ses propres névroses, ainsi que de sa lutte contre les addictions.
De 1989 à 1992, il partage l'affiche de la sitcom Anything but Love avec Jamie Lee Curtis, et enchaîne par la suite des seconds rôles à la télévision et au cinéma. Ami d'enfance de Larry David, de trois jours son cadet, Lewis tient un rôle semi-autobiographique dans la série Larry et son nombril à partir de 2000.

### Mort
Souffrant de problèmes de santé chroniques, notamment d'une maladie de Parkinson diagnostiquée en 2021, Richard Lewis meurt d'une crise cardiaque à son domicile le 27 février 2024 à l’âge de 76 ans.

## Filmographie partielle

### Cinéma
- 1988 : The Wrong Guys de Danny Bilson
- 1989 : That's Adequate de Eugene Levy
- 1992 : Banco pour un crime de Harry Hurwitz
- 1993 : Sacré Robin des Bois de Mel Brooks
- 1994 : Pionniers malgré eux de Peter Markle
- 1995 : Drunks de Peter Cohn
- 1995 : Leaving Las Vegas de Mike Figgis
- 1996 : The Elevator de Arthur Borman, Rafal Zielinski et Nigel Dick
- 1997 : Chaude journée à L.A. de Robert Downey Sr.
- 1997 : The Maze de Joëlle Bentolila
- 1999 : Game Day de Steve Klein
- 2005 : Sledge: The Untold Story de Brad Martin
- 2012 : Vamps de Amy Heckerling
- 2014 : Broadway Therapy de Peter Bogdanovich
- 2017 : Sandy Wexler de Steve Brill
- 2018 : The Great Buster - Une célébration de Peter Bogdanovich

### Télévision
- 1974–1992 : The Tonight Show Starring Johnny Carson
- 1982–1993 : Late Night with David Letterman
- 1989–1992 : Anything but Love
- 2001–2004 : Sept à la maison
- 2000–2024 : Larry et son nombril